# Сагоне (річка)
Сагоне (фр. Sagone корс. Sagone) — річка Корсики (Франція). Довжина 21,8 км, витік знаходиться на висоті 1 101  метрів над рівнем моря на схилах гори Капу Сант'Анджілу (Capu Sant'Anghiulu) (1273 м). Впадає в Середземне море.
Протікає через комуни: Мариньяна, Кристіначче, Балонья, Коджа, Ренно, Летія, Віко і тече територією департаменту Південна Корсика та кантонами: Деукс-Севі (Deux-Sevi), Деукс-Сорру (Deux-Sorru)